# 매탄동
매탄동(梅灘洞)은 대한민국 경기도 수원시 영통구의 법정동이다. 영통구 서쪽에 있는 동이다.

## 개요
매탄동의 동명은 원래 ‘매여울’이라는 이름에서 나온 것이다. 매탄동과 매교동 경계에 있는 매봉에서 시작된 물줄기가 흐르다가 이 지역에서 여울을 이루고 있다고 하여 ‘매여울’이라고 불리던 것이 한자로 ‘매탄’(梅灘)이라고 표기되면서 동이름의 유래가 된 것이다. 조선시대에는 수원부 장주면이었으며, 1914년 일제의 행정구역 통폐합 때 수원군 동리 명칭 및 구역 변경 때 ‘매탄’과 ‘산남리’를 합쳐서 ‘매탄리’라고 하여 태장면의 관할이 되었다. 1949년 8월 15일 수원시 승격으로 화성군 태장면으로 관할이 되었다. 1963년 1월 1일 법률 제1175호에 의해서 수원시로 편입되어 원천리와 함께 매원동 관할이 되었다. 1985년 12월 2일 매원동이 다시 원천동과 매탄동으로 분리되었다.
1988년 권선구가 생김에 따라서 권선구에 편입되었고, 1990년 12월 7일 다시 매탄2동이 매탄2동과 3동으로 분리되었다. 1993년 팔달구가 생기면서, 팔달구에 편성되었고, 1994년 7월 16일 매탄2동이 다시 2동과 4동으로 분리되었다. 2003년 11월 24일 영통구가 설치되어 영통구 관할로 변경되었다.

## 법정동
- 매탄동

## 아파트
| 단지명                | 주소                        | 건설사                      | 시행사                           | 입주        | 비고                               |
| --------------------- | --------------------------- | --------------------------- | -------------------------------- | ----------- | ---------------------------------- |
| 매탄 레이크파크       | 영통구 매영로 132           | 롯데기공㈜                  | 대한주택공사                     | 1999년 8월  | '원천주공 1단지'에서 단지명 변경   |
| 매탄 에듀파크시티     | 영통구 매탄로126번길 22     | 대호㈜                      | 대한주택공사                     | 2002년 1월  | '매탄그린빌 1단지'에서 단지명 변경 |
| 매탄 주공그린빌 2단지 | 영통구 매탄로126번길 66     | 서희이엔씨                  | 대한주택공사                     | 2002년 1월  |                                    |
| 매탄 주공그린빌 3단지 | 영통구 동탄원천로915번길 36 | ㈜서한                      | 대한주택공사                     | 2002년 5월  |                                    |
| 매탄 주공그린빌 5단지 | 영통구 동탄원천로881번길 35 | ㈜서한                      | 대한주택공사                     | 2002년 5월  |                                    |
| 매탄 주공그린빌 4단지 | 영통구 동탄원천로915번길 33 | 중흥건설                    | 대한주택공사                     | 2002년 5월  |                                    |
| 매탄 주공그린빌 6단지 | 영통구 동탄원천로881번길 19 | 대양건설㈜                  | 대한주택공사                     | 2001년 12월 | 국민임대                           |
| 우남퍼스트빌          | 영통구 매탄로 82            | 우남건설㈜                  | 우남건설㈜                       | 2002년 1월  |                                    |
| 매탄 위브하늘채       | 영통구 효원로 363           | 두산산업개발㈜ 코오롱글로벌 | 매탄주공2단지 재건축정비사업조합 | 2008년 5월  | 매탄주공 2, 3단지 재건축           |
| 매탄 힐스테이트       | 영통구 권광로260번길 36     | 현대건설                    | 매탄주공1단지 재건축조합         | 2006년 2월  | 매탄주공 1단지 재건축              |

## 교육

### 수원시영통구사립대학교
- 아주대학교
- 경기대학교 수원캠퍼스
- 합동신학대학원대학교

## 시설
- 매탄공원
- 삼성전자 본사